# Rouble biélorusse (1992-2000)
Pour les articles homonymes, voir Rouble biélorusse.
Le rouble biélorusse (code ISO BYB) était la monnaie officielle de la Biélorussie de 1992 à 2000.

## Nom
Le nom du rouble biélorusse vient directement du rouble russe, qui est resté malgré l'éclatement de l'URSS.

## Historique
Au début de l'année 1992, pendant l'effondrement du système soviétique, une monnaie temporaire, le kopek (Капеек), est mise en place en Biélorussie.
Fin juin 1993, le rouble biélorusse remplace le kopek pour devenir la seule monnaie en vigueur sur le territoire.